# 하비 콕스

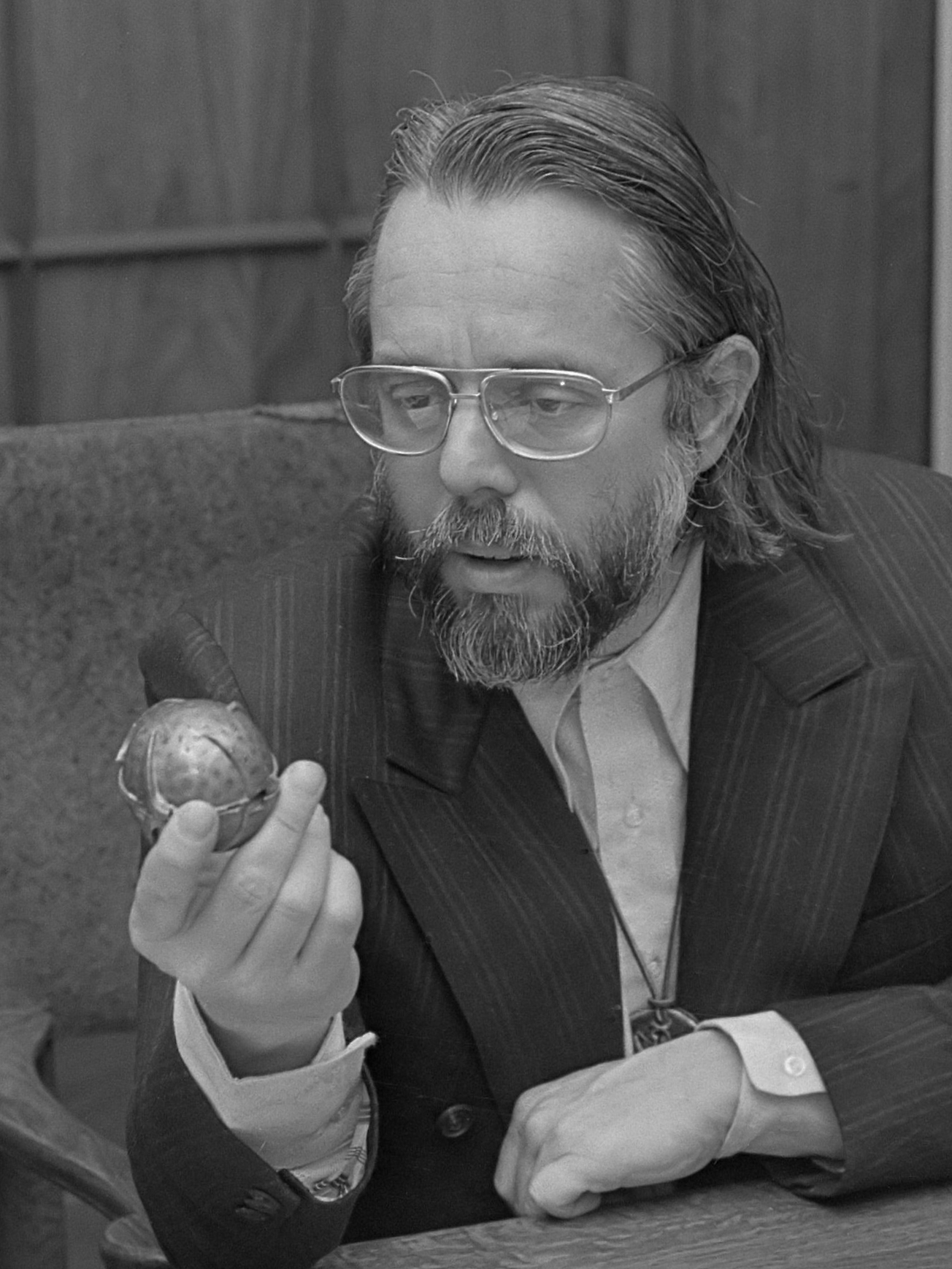
하비 콕스

하비 콕스(Harvey Cox, 1929년-)은 미국 하버드 대학교에서 사회윤리학을 강의했던 신학자이다. 교회의 세속화, 교회의 자본주의화에 대한 경고로 유명하다. 1957년 미국 침례교회에서 목사안수를 받았다.

## 생애
펜실베이니아 대학교와 예일 신학대학교를 졸업하였으며, 하버드 대학교에서 철학 박사학위를 받았다. 1962년부터 1년간 서독의 베를린에서 거주하면서 동독 교회와 하버드대학교간의 연락을 받는 일을 하였다. 귀국후에는 흑인 민권운동에 참여했으며, 보스턴의 흑인거주지역에서 살면서 흑인의 권리를 신장시키기 위한 사회운동을 하였다. 저서로는 《예수, 하버드에 오다》와 《세속도시》, 《영성, 음악, 여성》이 있는데, 모두 한국어로 번역, 출판되었다.

## 해방신학
하비 콕스는 자신의 저서인 《세속도시》에서 도시화와 개인주의의 확산에 대해 긍정하고, 성경에 대해 문자적인 해석과 로고스(logos) 중심적인 해석을 배격하여야한다는 주장을 펼친 바 있는데, 이로 말미암아 그의 이론은 남아메리카에서 해방신학의 열풍이 부는 데에 일조한 것으로 평가받는다.

### 세속화 신학
콕스는 인간을 종교와 교리에서 해방시킨 후, 그 다음의 일로 교회의 새로운 개혁을 주장하였는 데, 이러한 개혁이 16세기 종교 개혁보다 더욱 폭발적인 수준의 개혁이 필요하다고 주장하였다.  과거의 종교개혁이 교회 내의 개혁으로 그쳤다면, 현대의 개혁은 세속사회의 질서와 인간의 정신적 삶과 교회와의 관계 등 전면적으로 제기되어야 하며, 지속적으로 이루어져야 한다고 주장한다.  그는 이원론적인 세계관을 부정하고, 오직 현세만이 사고의 대상이 되어야 하며, 영적영역으로 도피하는 것을 반대한다.

## 저서
- 세속도시
- 예수 하버드에 오다
- 종교의 미래
- 신이 된 시장[3]